# FC 아우크스부르크
FC 아우크스부르크(독일어: FC Augsburg)는 독일 바이에른주 아우크스부르크를 연고로 하는 축구 클럽으로, 현재 분데스리가에서 활동하고 있다. 25,000명 이상의 회원을 보유한 이 클럽은 슈바벤현에서 가장 큰 축구 클럽이다.
2010-2011 시즌 2. 분데스리가에서 준우승하여, 구단 역사상 처음으로 1부 리그로 승격하였다. 과거 대한민국의 축구 선수 홍정호, 지동원, 구자철이 활약 했던 팀이다.
아우크스부르크는 2015년 5월 23일, 보루시아 묀헨글라트바흐와의 원정경기에서 3:1 승리로 5위로 시즌을 마감했으며 구단 역사상 최초로 UEFA 유로파리그 진출에 성공함과 동시에 조별리그 직행에도 성공하였다. 2016년 3월 5일 구자철이 3골을 넣으면서 구단 최초의 해트트릭을 달성하였다.

## 선수

### 현재 선수 명단
2024년 9월 3일 기준
참고: FIFA 자격 규정에 따라 소속된 국가대표팀 국기를 표시합니다. 선수는 복수의 FIFA 비회원국 국적을 가지고 있을 수 있습니다.
| 번호 | 포지션 | 국적             | 이름                   |
| ---- | ------ | ---------------- | ---------------------- |
| 1    | GK     |                  | 핀 다멘                |
| 2    | DF     |                  | 로베르트 굼니          |
| 3    | DF     |                  | 마스 팔렌틴            |
| 4    | DF     | 잉글랜드         | 리스 옥스퍼드          |
| 5    | DF     |                  | 크리슬랑 마치마        |
| 6    | DF     |                  | 제프리 하우레우 (주장) |
| 7    | FW     |                  | 유수프 카바다이        |
| 8    | MF     | 코소보           | 엘비스 레즈베차이      |
| 9    | FW     | 콩고 민주 공화국 | 사뮈엘 에센데          |
| 10   | MF     |                  | 아르네 마이어          |
| 11   | DF     |                  | 마리우스 볼프          |
| 13   | DF     |                  | 디미트리스 야눌리스    |
| 14   | MF     |                  | 오쿠가와 마사야        |
| 15   | FW     | 베냉             | 스티브 무니에          |
| 16   | MF     |                  | 루벤 바르가스          |

| 번호 | 포지션 | 국적       | 이름                                  |
| ---- | ------ | ---------- | ------------------------------------- |
| 17   | MF     | 크로아티아 | 크리스티얀 야키치                     |
| 18   | MF     |            | 팀 브라이타우트                       |
| 19   | MF     | 나이지리아 | 프랭크 오니에카 (브렌트퍼드에서 임대) |
| 20   | MF     |            | 알렉시 클로드모리스                   |
| 21   | FW     |            | 필리프 티츠                           |
| 22   | GK     | 크로아티아 | 네딜리코 라브로비치                   |
| 23   | DF     |            | 막시밀리안 바우어                     |
| 24   | MF     |            | 프레드리크 옌센                       |
| 25   | GK     |            | 다니엘 클라인                         |
| 31   | DF     |            | 케벤 슐로터베크                       |
| 32   | DF     |            | 라파엘 프람베르거                     |
| 36   | MF     |            | 메르트 쾨뮈르                         |
| 42   | MF     | 튀르키예   | 마흐무트 퀴쥐크사힌                   |
| 44   | MF     |            | 헨리 쿠도수                           |
| 47   | DF     |            | 노아카이 뱅크스                       |

### 임대 선수 명단
참고: FIFA 자격 규정에 따라 소속된 국가대표팀 국기를 표시합니다. 선수는 복수의 FIFA 비회원국 국적을 가지고 있을 수 있습니다.
| 번호 | 포지션 | 국적       | 이름                                |
| ---- | ------ | ---------- | ----------------------------------- |
| —    | GK     |            | 마르첼 우비크 (GKS 티히로 임대)     |
| —    | DF     | 크로아티아 | 다비드 촐리나 (바일레로 임대)       |
| —    | DF     | 가나       | 파트리크 파이퍼 (영 보이스로 임대)  |
| —    | DF     |            | 펠릭스 우두오카이 (베식타시로 임대) |

| 번호 | 포지션 | 국적       | 이름                                  |
| ---- | ------ | ---------- | ------------------------------------- |
| —    | FW     |            | 이르뱅 카르도나 (에스파뇰로 임대)     |
| —    | FW     | 크로아티아 | 디온 드레나 벨료 (라피트 빈으로 임대) |
| —    | FW     |            | 라세 귄터 (카를스루어 SC로 임대)      |

## 역대 감독
| 감독              | 임기        |
| ----------------- | ----------- |
| 아르민 페         | 1990 ~ 1995 |
| 아르민 페         | 2003 ~ 2004 |
| 마르쿠스 바인치를 | 2021 ~ 2022 |

## 성적

### 유럽 대항전
- UEFA컵

32강 (1): 2015-16

### 리그
2. 푸스발-분데스리가 

준우승 (1): 2010-2011

### 컵
- 텔레콤컵
  - 준우승 1회 : 2015